# Nicolas Rasmussen
Nicolas "Nic" Rasmussen (Paris, França, nascido em Fevereiro de 1962) é um historiador das ciências da vida moderna e professor na Escola de Humanidades e Línguas da Universidade de New South Wales.
Com grande interesse na história das anfetaminas, na história do abuso de drogas e na história dos ensaios clínicos, ele tem diplomas superiores em história e filosofia da ciência, biologia do desenvolvimento e saúde pública.

## Pesquisa
Sua pesquisa tratou do papel da instrumentação na formação do conhecimento científico; a história da biotecnologia, biologia molecular e sua história cultural e intelectual; a história do abuso de drogas e produtos farmacêuticos nos Estados Unidos desde 1900; e a influência do patrocínio da indústria na pesquisa biomédica.
Ele é mais conhecido por seu foco nas maneiras pelas quais os métodos experimentais e a tecnologia podem moldar as disciplinas de pesquisa, sociológica e intelectualmente, e no papel relacionado do patrocínio na formação de campos científicos nos EUA de meados do século XX. Foi investigador principal em várias bolsas da National Science Foundation (US) e do Australian Research Council.

## Obra
Seu primeiro livro, Picture Control: The Electron Microscope and the Transformation of Biology in America, 1940–1960 (1998), ganhou o Prêmio Paul Bunge em 1999 e o Prêmio do Livro do Fórum para a História da Ciência na América em 2000.
Seu segundo livro, On Speed: The Many Lives of Amphetamine (2008), é uma história amplamente citada das anfetaminas na medicina e na cultura norte-americana.
Seu terceiro livro, Gene Jockeys: Life Science and the Rise of Biotech Enterprise (2014), foi selecionado na "categoria de base da medicina" do Medical Book Awards da British Medical Association de 2015 e foi altamente elogiado pelo júri.

## Publicações
- Cohen, P. and Rasmussen, N. (2013), "A Nation of Kids on Speed: Six million children in the U.S. have already been diagnosed with ADHD. Plenty more will follow", The Wall Street Journal, (16 Jun. 2013).
- Parr, J. and Rasmussen, N. (2012), "Making Addicts of the Fat: Obesity, Psychiatry and the ‘Fatties Anonymous’ Model of Self-Help Weight Loss in the Post-War United States", pp. 181–200 in Netherland, J. (ed.), Critical Perspectives on Addiction (Advances in Medical Sociology, Volume 14), Emerald Group Publishing Limited, (Bingley), 2012. doi=10.1108/S1057-6290(2012)0000014012
- Rasmussen, N. (1997), The Mid-Century Biophysics Bubble: Hiroshima and the Biological Revolution in America, Revisited", History of Science, Vol.35, No.3, (Set. 1997), pp.245–293.
- Rasmussen, N. (1998), Picture Control: The Electron Microscope and the Transformation of Biology in America, 1940–1960, Stanford University Press, (Stanford, CA), 1998. ISBN 0-80472-837-2
- Rasmussen, N. (2001), "Plant Hormones in War and Peace: Science, Industry, and Government in the Development of Herbicides in 1940s America", Isis, Vol.92, No.2 (Jun. 2001), pp.291–316.
- Rasmussen, N. (2002), "Steroids in Arms: Science, Government, Industry, and the Hormones of the Adrenal Cortex in the United States, 1930–1950", Medical History, Vol.46, No.3, (Jul. 2002), pp.299–234.
- Rasmussen, N. (2004), "The Moral Economy of the Drug Company-Medical Scientist Collaboration in Interwar America", Social Studies of Science, Vol.34, No.2, (April 2004), pp. 161–185. doi=10.1177/0306312704042623
- Rasmussen, N. (2005), "The Drug Industry and Clinical Research in Interwar America: Three Types of Physician Collaborator", Bulletin of the History of Medicine, Vol.79, No.1, (2005), pp. 50–80.
- Rasmussen, N. (2006), "Making The First Anti-Depressant: Amphetamine In American Medicine, 1929—1950: A Quantitative and Qualitative Retrospective With Implications for the Present", Journal of the History of Medicine and Allied Sciences, Vol.61, No.3, (July 2006), pp.288–323.
- Rasmussen, N. (2008), On Speed: The Many Lives of Amphetamine, New York University Press, (New York, NY), 2008. ISBN 0-81477-601-9
- Rasmussen, N. (2008), "America's First Amphetamine Epidemic 1929–1971: A Quantitative and Qualitative Retrospective with Implications for the Present", American Journal of Public Health, Vol.98, No.6, (June 2008), pp.974–985.
- Rasmussen, N. (2011), "Medical Science and the Military: The Allies' use of Amphetamine during World War II", Journal of Interdisciplinary History, Vol.42, No.2, (Autumn 2011), pp. 205–233. doi=10.1162/JINH_a_00212
- Rasmussen, N. (2102), "Weight Stigma, Addiction, Science, and the Medication of Fatness in Mid-Twentieth Century America", Sociology of Health & Illness, Vol.34, No.6, (July 2012), pp. 880–895. doi=10.1111/j.1467-9566.2011.01444.x
- Rasmussen, N. (2013), "On Slicing an Obvious Salami Thinly: Science, Patent Case Law, and the Fate of the Early Biotech Sector in the Making of EPO", Perspectives in Biology and Medicine, Vol.56, No.2, (Spring 2013), pp. 198–222 doi=10.1353/pbm.2013.0016
- Rasmussen, N. (2013), "Looking back on the chequered past of drug trials", The Conversation, (7 Out. 2013).
- Rasmussen, N. (2014), Gene Jockeys: Life Science and the Rise of Biotech Enterprise, Johns Hopkins University Press (Baltimore, MD), 2014. ISBN 1-42141-340-X
- Rasmussen, N. (2015), "Stigma and the Addiction Paradigm for Obesity: Lessons from 1950s America", Addiction, Vol.110, No.2, (February 2015), pp. 217–225. doi=10.1111/add.12774
- Rasmussen, N. (2015), "Amphetamine-Type Stimulants: The Early History of Their Medical and Non-Medical Uses", International Review of Neurobiology, Vol.120, (2015), pp. 9–25. doi=10.1016/bs.irn.2015.02.001
- Rasmussen, N., Lee, K., and Bero, L. (2009), "Association of Trial Registration with the Results and Conclusions of Published Trials of New Oncology Drugs", Trials, (16 Dez. 2009).